# Festival du cinéma américain de Deauville 2004
Le Festival du cinéma américain de Deauville 2004, la 30e édition du festival, s'est déroulé du 3 au 12 septembre 2004.

## Jury

### Jury de la sélection officielle
|  | Nom                                | Qualité                    | Nationalité         |
|  | ---------------------------------- | -------------------------- | ------------------- |
|  | Claude Lelouch (président du jury) | réalisateur et scénariste  | France              |
|  | Anouk Aimée                        | actrice                    | France              |
|  | Marie-Josée Croze                  | actrice                    | France              |
|  | Danièle Heymann                    | critique de cinéma         | France              |
|  | Diane Kurys                        | réalisatrice               | France              |
|  | Jeanne Labrune                     | réalisatrice et scénariste | France              |
|  | Lio                                | chanteuse et actrice       | Portugal - Belgique |
|  | Claudie Ossard                     | productrice                | France              |
|  | Bettina Rheims                     | photographe                | France              |
|  | Mathilde Seigner                   | actrice                    | France              |

## Sélection

### Film d'ouverture
- Les Parisiens de Claude Lelouch

### En Compétition
- Eternal Sunshine of the Spotless Mind de Michel Gondry
- L'Autre Rive de David Gordon Green
- We Don't Live Here Anymore de John Curran
- Final Cut d'Omar Naïm
- The Woodsman de Nicole Kassell
- Heights de Chris Terrio
- Maria, pleine de grâce de Joshua Marston
- Mean Creek de Jacob Aaron Estes
- Down to the Bone de Debra Granik
- Duane incarnate de Hal Salwen

### Hommages
- Francis Ford Coppola
- Marlon Brando
- Steven Spielberg
- Malcolm McDowell
- Glenn Close
- George Lucas
- Christine Vachon
- Richard D. Zanuck

### Premières - hors compétition
- Une affaire de cœur (Laws of Attraction)
- Birth
- Catwoman
- Collatéral (Collateral)
- Criminal
- L'Enlèvement (The Clearing)
- La Maison au bout du monde (A Home at the End of the World)
- La Mort dans la peau (The Bourne Supremacy)
- N'oublie jamais (The Notebook)
- Les Parisiens
- Stage Beauty
- Le Terminal (The Terminal)

## Palmarès
| Prix                               | Lauréat                                  |
| ---------------------------------- | ---------------------------------------- |
| Grand prix                         | Maria, pleine de grâce de Joshua Marston |
| Prix du jury                       | The Woodsman de Nicole Kassell           |
| Prix de la critique internationale | Maria, pleine de grâce de Joshua Marston |
| Prix du public                     | Maria, pleine de grâce de Joshua Marston |
| Prix Michel-d'Ornano               | Brodeuses d'Éleonore Faucher             |